# David Distéfano
David Andrés Distéfano (Buenos Aires, 10 luglio 1987) è un ex calciatore argentino, di ruolo centrocampista.